# Jonas Mouton
(en) Statistiques sur pro-football-reference
Jonas Mouton (né le 17 mars 1988 à Kaplan) est un joueur américain de football américain.

## Enfance
Mouton joue à la Venice High School en Californie comme defensive back. Rivals.com le classe troisième au classement des safety de 2006, septième meilleur joueur de Californie et quarante-cinquième meilleur joueur national. ESPN le classe quatorzième au classement des safety et 128e au classement des meilleurs joueurs du pays. Le 7 janvier 2006, il joue le U.S. Army All-American Bowl.

## Carrière

### Université
Il entre à l'université du Michigan en 2006 et ne joue pas puisqu'il est sous statut redshirt. Il fait ses débuts en NCAA le 15 septembre 2007 contre les Fighting Irish de Notre Dame.
Le 6 septembre 2008, il est pour la première fois titulaire. Le 27 septembre, il fait son premier sack et réalise pour la première fois huit tacles contre l'université du Wisconsin. Le 18 octobre, il réalise dix tacles contre les Nittany Lions de Penn State. Un mois plus tard, contre Northwestern, il tacle à onze reprises. Il ne joue pas la pré-saison 2009 à cause d'une blessure à l'épaule.
Le 12 septembre 2009, Mouton frappe un joueur de Notre Dame et est suspendu. Il fait onze tacles contre l'Indiana et les Buckeyes d'Ohio State. Avant le début de la saison 2010, il est nommé dans la liste des prétendants au Dick Butkus Award.
Le 11 septembre 2010, il réalise treize tacles contre Notre Dame et intercepte une passe qui permettra un touchdown sur l'action qui suit. Contre l'Illinois, il fait quatorze tacles. Il termine la saison comme meilleur tackle de la Big Ten Conference.

### Professionnel
Jonas Mouton est sélectionné en soixante-et-unième choix global lors du deuxième tour de la draft 2011 de la NFL par les Chargers de San Diego. Le 21 septembre, il se blesse à l'épaule et est déclaré forfait pour le reste de la saison.
Depuis 2014, il est agent libre.

## Palmarès
- Meilleur tackle de la Big Ten Conference 2010
- Seconde équipe de la Big Ten Conference 2010 pour les médias